# Erebia pirinica
Erebia pirinica är en fjärilsart som beskrevs av Buresch 1919. Erebia pirinica ingår i släktet Erebia och familjen praktfjärilar. Inga underarter finns listade i Catalogue of Life.